# Stanko Pesrl
Stanko Pesrl, slovenski veteran vojne za Slovenijo, * 12. februar 1964.

## Odlikovanja in nagrade
Leta 1992 je prejel častni znak svobode Republike Slovenije z naslednjo utemeljitvijo: »za izjemne zasluge pri obrambi svobode in uveljavljanju suverenosti Republike Slovenije«.